# HD 159312
HD 159312，又名CD-3711702，SAO 209001、HR 6539，是一颗恒星，视星等为6.48，位于銀經351.69，銀緯-2.75，其B1900.0坐标为赤經17h 28m 54.3s，赤緯-37° -2.75′ 18″。